# Огртач части
Огртач части (арапски: خلعة) био је израз који означава богату одећу коју су дали средњовековни и рани модерни исламски владари поданицима у знак части, често као део церемоније именовања на јавну функцију, или у знак потврде или прихватања вазалства подређеног владара. 
Обично су се производиле у владиним фабрикама и украшавале исписаним тракама познатим као тираз.

## Историја
Поклањање одеће као знак наклоности је древна блискоисточна традиција, забележена у изворима као што су Стари завет и Херодот.
У исламском свету, сам Мухамед је направио преседан када је скинуо огртач (бурду) и поклонио га Ка'б бин Зухаиру у знак признања за песму која га хвали. Заиста, израз кхилʿа „означава радњу скидања одеће како би је некоме дао“.
Пракса доделе часних хаљина појављује се у Абасидском калифату, где је то постало тако уобичајено обележје владе да су се церемоније даривања одвијале готово сваки дан, а чланови калифовог двора постали су познати као „они који носе киљу“ (асхаб ал-кхилʿа). Поклањање одеће постало је стални део сваког улагања у канцеларију, од гувернерове до престолонаследника. Као важне судске прилике, песници су ове догађаје често обележавали, а историчари бележили.
Како се та пракса проширила у исламском свету, и огртачи су се почели давати за сваку замисливу прилику, тако су и они добили различита имена. Тако би, на пример, кхилаʿ ал-визара ("одећа везира") била дата приликом именовања за везира, док је кхилаʿ ал-ʿазл ("одећа за отпуштање") након-часног-отпуштања, кхилаʿ ал- кудум би се могао дати госту који је стигао, док би кхилаʿ ал-сафар дао госту који одлази итд.
Новчани износи или друге драгоцености такође су давани у оквиру церемоније даривања, или, у неким случајевима, уместо огртача. У Османском царству такав износ је био познат као кхилʿет беха („цена кхилʿе“); најчешће се то односило на донацију коју су јањичари примили при доласку новог султана.